# Rhaunen
Rhaunen település Németországban, Rajna-vidék-Pfalz tartományban. Lakosainak száma 2183 fő (2023. december 31.).

## Népesség
A település népességének változása:
| Lakosok száma | 1521 | 2188 | 2166 | 2140 | 2155 | 2183 |
|               | 1975 | 2017 | 2019 | 2021 | 2022 | 2023 |